# Snow Rain (福田沙紀の曲)
「Snow Rain」（スノーレイン）は、福田沙紀の8作目のシングルとしてEMIミュージック・ジャパンから発売された。

## 概要
楽曲は矢吹香那により作詞・作曲された冬のもの哀しさをイメージさせる歌である。シングル（通常盤・初回盤）発売のみでアルバムへの収録はされていない。EMIミュージック・ジャパン移籍後3作目の作品であり、発売時点での歌手として最後のCD収録・発売になった。

## タイアップ
表題曲はdocomoスマートフォンLYNX SH-03CのTVｰCMタイアップイメージソングとして採用され、本人もイメージキャラクターで登場。

## パッケージ
CDのみの通常盤とDVD付初回盤が同時発売された。通常盤は3曲目にカバーの「糸（Live ver.）」が収録されオフヴォーカルを含む合計5曲収録。初回盤CDには「糸」は収録されずMV、メイキング映像、白寿ホールで行われたライブの映像を収録したDVDを付属。

## トラックリスト
| #  | タイトル                 | 作詞       | 作曲       | 時間 |
| -- | ------------------------ | ---------- | ---------- | ---- |
| 1. | 「Snow Rain」            | 矢吹香那   | 矢吹香那   | 5:43 |
| 2. | 「I wish…」              | 福田沙紀   | 柳田光廉   | 4:36 |
| 3. | 「糸（Live ver.）」      | 中島みゆき | 中島みゆき | 4:36 |
| 4. | 「Snow Rain（KARAOKE）」 |            |            |      |
| 5. | 「I wish…（KARAOKE）」   |            |            |      |